# Anno 2070
Anno 2070 — комп'ютерна гра в жанрі стратегії класичної економічної моделі німецької ігрової школи. Розроблена спільно Related Designs і Blue Byte Software, видавець Ubisoft.
Дія гри відбуваються в 2070 році. Ця гра — симулятор управлінця, якому потрібно по цеглинці вибудовувати величезні міста зі своєю заплутаною інфраструктурою і виробництвом, планомірно збільшувати їх народонаселення, прислухатися до потреб населення і вести торгівлю / війну з сусідами.
Стосується це й правителів, які вибудовують свої імперії, — їм доведеться уживатися з екологічними і кліматичними проблемами, бо в міру зведення міст світ Anno 2070 буде змінюватися і по-своєму реагувати на все, що гравець зробить з клаптиками суші, придатними для життя, яких не так вже й багато.

Крім одиночної кампанії, що обіцяє безліч випробувань і «сюжетних поворотів», в Anno 2070 присутній популярний у гравців «нескінченний» режим гри, суть якого зводиться до створення максимально великої цивілізації, і багатокористувацька гра з безліччю нововведень.
| Видання | Оцінка |
| ------- | ------ |
| IGN     | 8,5/10 |

## Ігровий процес

### Фракції

#### Глобал Траст
Могутній промисловий синдикат, найбільший в світі роботодавець і постачальник енергії. За рахунок практично необмеженого капіталу і монополії на енергію корпорація «Глобал Траст» отримала контроль над великими родовищами важливих ресурсів. Лідер — Скайлер Бейнс.

#### Едем Інішіейтів
Екологічна організація, яку одні критикують, а інші звеличують за прогресивні погляди. «Едем Інішіейтів» бореться за збереження нечисленних екосистем, які ще залишилися, і виступає за акуратне використання глибоководних ресурсів. Вона забезпечує безперебійне постачання альтернативних видів енергії і продовжує розробку екологічно чистих, «зелених технологій». Засновник — Шеймус Грін.

#### Наукова академія удосконалень і конструювання
Це елітне об'єднання видатних вчених вважає себе єдиним світочем прогресу. Враховуючи їхні успіхи за останні роки, з цим важко сперечатися. «Глобал Траст» і "Едем Інішіейтів чудово це розуміють і наполегливо намагаються домогтися розташування НАУК. Лідер — F. A. T. H. E. R. (Б. А.Т. Ь.К.О), супер-інтелектуальний ШІ.

### Режими гри

#### Кампанія
Кампанії познайомлять гравця з світом Anno 2070 і його передісторією — у них розповідається, що сталося у світі за останні кілька десятиліть. Гравця відсилають до Об'єкта 17 (гідроелектростанції, що будується), яка повинна забезпечити весь регіон енергією. Крім цього, весь регіон — найважливіший для Глобал Траст центр видобутку вугілля і нафти. Керує будівництвом довірена особа Глобал Траст — Тор Стріндберг. Однак деякі інженери побоюються введення ГЕС в експлуатацію, бо це може викликати небезпеку руйнування. Проігнорувавши попередження, Стріндберг вводить в дію станцію, але навантаження занадто велике і ГЕС руйнується, затопивши весь регіон. У цей час до місця катастрофи прибуває Руфус Торн — член ради директорів Глобал Траст. Після того, як ті хто вижили, були врятовані, Торн усуває Стріндберга від роботи і передає його обов'язки головному герою. У цей момент відбувається аварія на нафтовій вишці, яка викликає розлив нафти в море. Однак наслідки вдається ліквідувати за допомогою технологій Едем Інішіейтів.

#### Режим безперервної гри
Безперервна гра — це основний режим у Anno 2070. В інших режимах пригоди рано чи пізно закінчуються, але при безперервній грі можна розважатися до нескінченності. Крім того, пропонується кілька готових сценаріїв, в яких можна пройти різні випробування і привести сюжет до щасливого завершення. В стартовому меню режиму безперервної гри можна вибрати один із шаблонів.

### Населення

#### Еко-мешканці
Для еко-жителів важливіше всього етичні і моральні принципи. Їх життєва філософія — гармонія з природою. Вони піклуються про розумне використання сировини та ресурсів і зводять до мінімуму забруднення навколишнього середовища. Еко-жителі користуються екологічно чистими джерелами енергії — вони відмінно вміють будувати сонячні і вітряні електростанції. Виробництво у них в основному зводиться до сільського господарства. Всі ці споруди майже не знижують екологічний баланс, але вимагають багато місця.

#### Бізнес-мешканці
Бізнес-жителі дуже амбітні, вони прагнуть влади і воліють жити в більш комфортних умовах. Для цього вони намагаються використовувати всі доступні ресурси з максимальною ефективністю. Основні галузі економіки — промисловість і видобуток копалин. Вони покладаються на традиційне викопне паливо. Завдяки цьому продуктивність висока, але це досягається ціною великого навантаження на екологічний баланс.

#### Техно-мешканці
У техно-жителів в середньому інтелект набагато вище, ніж у інших груп населення. Вони дивляться в майбутнє, прагнуть до прогресу і впроваджують інноваційні технології. Таким чином, основна їхня спеціалізація — дослідження. Вони віддають перевагу сучасним методам видобутку енергії. У виробництві часто використовують ресурси, добуті в морі, завдяки чому їх економіка досить ефективна, але вимагає серйозних зусиль.

### Ковчег
Так називаються величезні кораблі, які за розмірами навіть більші деяких островів. Конфігурацію свого ковчега можна налаштувати в меню профілю гравця. Там само можна дізнаватися про політичні події і переносити з гри в гру товари та предмети (крім режимів кампанії і місії). Крім того в Ковчезі можна зберігати ресурси, якщо склад на острові заповнений.

### Типи будівель

#### Дороги
Дороги з'єднують будівлі між собою. Підприємства, які виробляють готові товари, повинні бути з'єднані з дорогою, щоб перевозити продукцію на склад.

#### Громадські будівлі
Дані будівлі задовольняють потреби жителів у своїй зоні впливу. Для цього після зведення будівлі потрібно провести до нього дорогу від житлових будинків. Одне з громадських будівель — центр міста — створює будмайданчик для житлових та інших будинків.

#### Виробничі будівлі
Виробничі будівлі потрібні для виробництва товарів і будматеріалів, а також для видобутку сировини та електроенергії, для яких потрібно окреме провадження (наприклад, для вугільної електростанції необхідно окремо побудувати вугільну шахту або роторний екскаватор, коли вітряк знаходиться в розділі «Особливі»). На початок гри вам будуть доступні «будівельні блоки» та «рибозавод». В ході гри В меню будівель будуть з'являтися нові будівлі, які виявляться необхідними, щоб задовольняти зростаючі потреби населення.

#### Дослідні будівлі
Техно-будівлі «лабораторія» та «академія» дозволяють проводити дослідження. Якщо ви досліджували якийсь предмет, після цього його можна використовувати в будь-якій точці ігрового світу — незалежно від того, на якому острові займалися цим дослідженням.

#### Інші типи будівель
- Берегові будівлі: Деякі будинки можна будувати тільки на березі. Це стосується складів і будівель, що обслуговують кораблі.
- Склади: розширюють будмайданчик для всіх будівель, крім житлових. Повинні бути побудовані так, щоб їх зона впливу перетиналася з зоною впливу вже побудованих складів.
- Особливі будівлі: володіють особливими можливостями, наприклад покращують екобаланс. Також туди поміщені виробничі будівлі, які не потребують окремого провадження (наприклад, вітряк)

### Екологічний баланс
Світ реагує на будь-які дії гравця. Якщо він погнеться за швидкою наживою і ефективністю виробництва, забувши про довкілля, екологічний баланс буде погіршуватися. Чим він нижче, тим сильніше це позначиться на зовнішньому вигляді острова, погіршиться здоров'я жителів та їх поведінка. Якщо ж гравець піде іншим шляхом і постарається зберегти первозданну красу островів, у вас буде менше місця для забудови. У обох варіантів є свої плюси і мінуси. Підтримка екологічного балансу, поряд з фінансовим — одна з найбільш важливих і непростих задач в Anno 2070.

### Лиха
Мирне життя на островах порушують лиха і заворушення. Вони відбуваються випадковим чином і шкодять будівлям та населенню. Для боротьби з такими лихами, як пожежі і злочинність, завжди можна побудувати пожежну станцію або поліцейську дільницю, але майте на увазі, що на частоту лих може впливати екологічна обстановка.

## Розширення Deep Ocean
У жовтні 2012 року було випущено розширення «Deep Ocean» до гри, в якому доданий новий рівень цивілізації техножителі, додані нові компанії, ресурси і продукти, введено нове джерело енергії — геотермальна станція додано нове екологічне лихо — цунамі.

## Критика
Деякі з користувачів інтернет-порталу Guru3D.com зіткнулися з певними труднощами з грою Anno 2070, які полягали у необхідності повторної активації гри після зміни одного (або кількох) апаратних компонентів системи. В ході невеликого розслідування, проведеного співробітниками Guru3D, яке отримало назву «чому Guru3D можливо більше не буде оглядати ігри, які видає Ubisoft», з'ясувалося, що мало того, що проблема можлива, так і ще у користувача є всього три «апаратні активації», після чого гра буде неможливою.
Реакція технічної підтримки Ubisoft була вражаючою: «так, дійсно, таке обмеження є, користувач може активувати одну копію лише три рази, це обмеження обійти не можна».
Не зовсім зрозуміло, чого домагається Ubisoft подібними обмеженнями, але на практиці це позначиться в першу чергу на «тестерах» і тих хто робить огляди, які просто можуть виключити цю гру (і інші, якщо компанія продовжить подібні експерименти в інших своїх проектах) зі своїх оглядів.